# Emmanuelle Pagano
Emmanuelle Pagano, född 15 september 1969, är en fransk författare. Hon debuterade 2002, och nådde en bredare publik med romanen Le Tiroir à cheveux 2005. Hennes roman Nouons-nous utgavs 2016 på svenska (Jag talar om kärlek).

## Priser och utmärkelser
- 2005 – Prix TSR du roman för Le Tiroir à cheveux
- 2008 – Prix Wepler för Les Mains gamines
- 2009 – Prix Rhône-Alpes du Livre för Les Mains gamines
- 2009 – Prix Rhône-Alpes de l’adaptation cinématographique för Les Adolescents troglodytes
- 2009 – Europeiska unionens litteraturpris för Les Adolescents troglodytes